# Pyxidis
Pyxidis is een computerspel dat is ontwikkeld en uitgegeven door Electric Adventures. Het spel kwam eerst uit voor de Spectravideo SV-318 & SV-328 computers en vlak hierna voor de MSX-computer. Het spel was met een omvang van 12,5K klein genoeg om te werken op een SV-318 computer. Het is een verticaal scrollend schietspel en het best verkochte spel van Electric Adventures. De speler bestuurt een ruimteschip en moet vijanden neerschieten en kogels ontwijken. Als het ruimteschip wordt geraakt verliest de speler een leven. Als alle levens op zijn is het spel ten einde. In het spel zijn eindbazen en power-ups te verkrijgen. Bij het spel wordt een hi-scorebord bijgehouden.
De Japanse uitgeverij ASCII Corporation bestelde 1000 exemplaren van dit computerspel. De order werd niet uitgevoerd omdat ontwikkelaar in zijn studentenjaren niet genoeg geld bij elkaar kon brengen om de blanco tapes aan te schaffen.